# Онтиверос, Хавьер
Хавье́р Онтиве́рос Па́рра (исп. Javier "Javi" Ontiveros Parra; род. 9 сентября 1997, Марбелья) — испанский футболист, вингер клуба «Кадис».

## Клубная карьера
Онтиверос — воспитанник футбольной академии клуба «Малага». 21 ноября 2015 года в матче против «Эспаньола» он дебютировал в Ла Лиге, заменив во втором тайме Артура Бока. 26 ноября 2016 года в поединке против «Депортиво Ла-Корунья» Хавьер забил свой первый гол за «Малагу». В начале 2018 года Онтиверос на правах аренды перешёл в «Реал Вальядолид». 3 февраля в матче против «Культураль Леонеса» он дебютировал в Сегунде. Летом того же года Хави вернулся в «Малагу».